# تومالو (اورگن)
تومالو (به انگلیسی: Tumalo) یک منطقهٔ مسکونی در ایالات متحده آمریکا است که در Deschutes County واقع شده‌است. تومالو ۴٫۴ کیلومتر مربع مساحت و ۴۸۸ نفر جمعیت دارد و ۹۷۲٫۰۲ متر بالاتر از سطح دریا واقع شده‌است.